# Baby-foot
Pour le roman, voir Joseph Joffo#Romans.

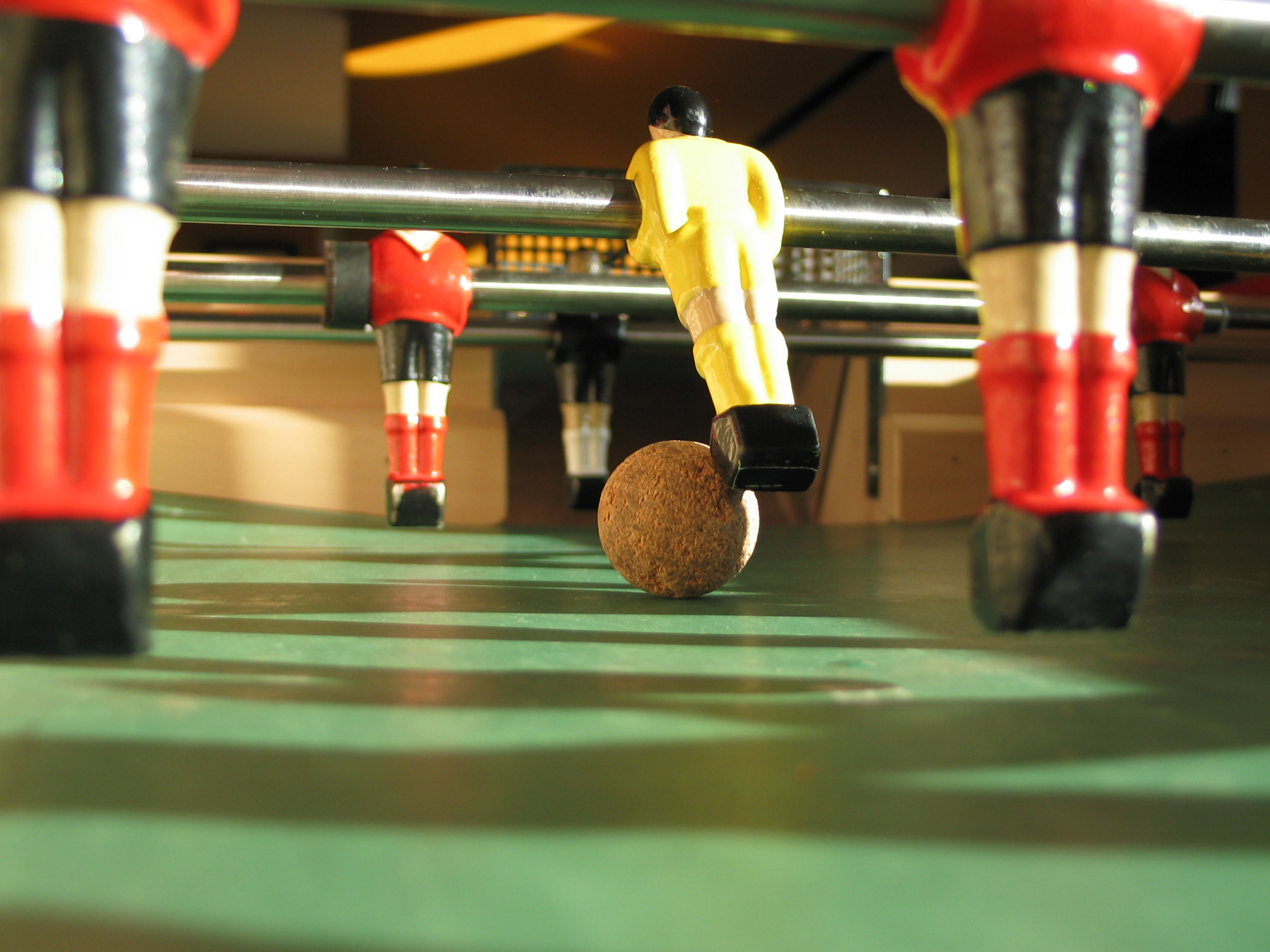
Vue au ras du « terrain » depuis le milieu de terrain. Un avant contrôle la balle.

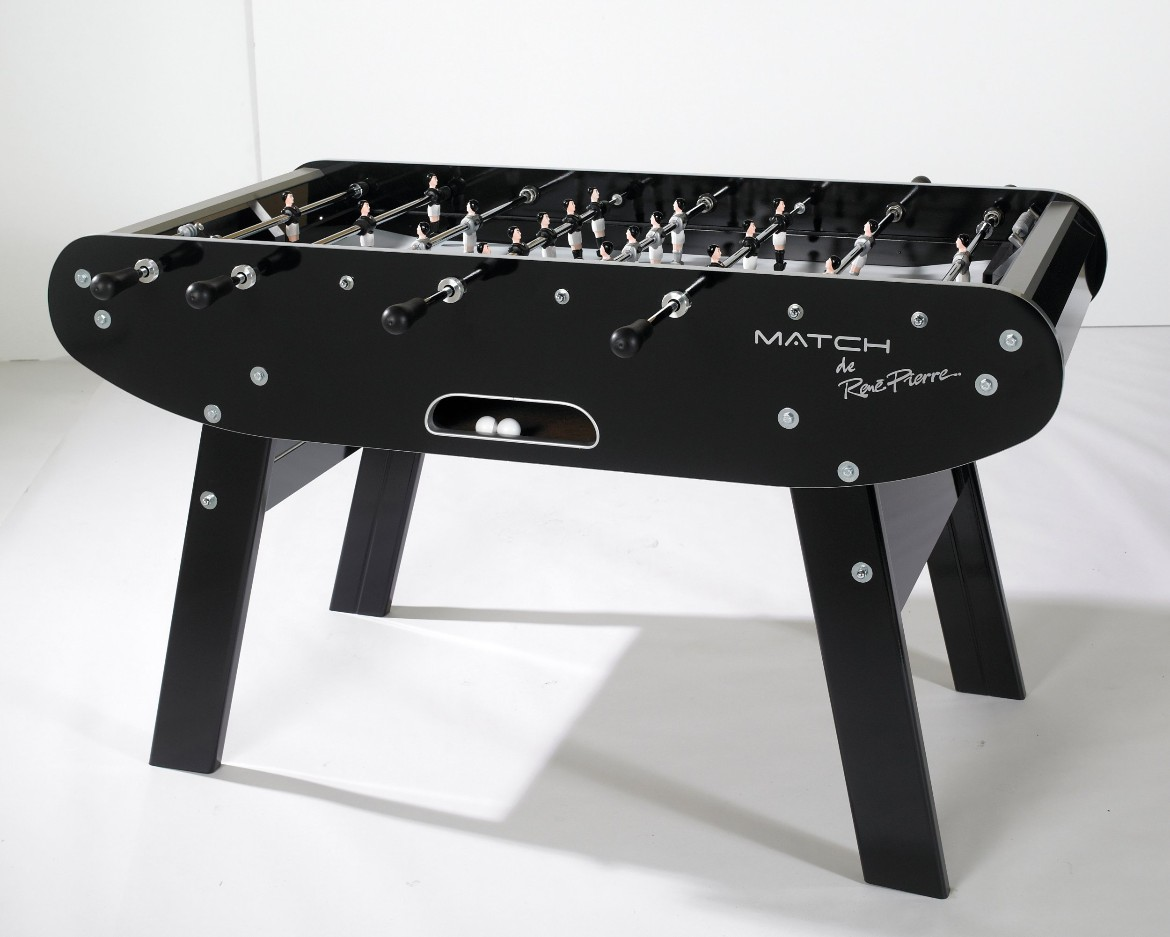
Modèle de table de baby-foot de café René Pierre, fabricant français de baby-foot.

Le baby-foot ou babyfoot (en France, en Suisse et au Canada), soccer sur/de table ou football sur/de table (au Canada), kicker (en Belgique) ou encore foot-foot (en Suisse) et officiellement dénommé football de table par la fédération française, est un jeu simulant une partie de football sur une table et opposant généralement deux équipes de deux joueurs ou un joueur à un autre. La table, nommée elle aussi baby-foot, est constituée d'un plateau représentant le terrain, au-dessus et en travers duquel se déplacent huit barres qui supportent les onze figurines de chaque équipe appelées joueurs. Chaque côté peut ainsi actionner quatre barres :
- une barre supportant trois avants (elle fait face aux défenseurs adverses) ;
- une barre supportant cinq demis correspondant aux milieux de terrain (elle fait face aux demis adverses) ;
- une barre supportant deux défenseurs (elle fait face aux avants adverses) ;
- une barre supportant le gardien de but (aux États-Unis cette barre supporte parfois trois joueurs, notamment sur les tables Tornado et Warrior).

À chaque extrémité du plateau, le but est abrité par une cage, derrière laquelle est fixé le boulier servant au décompte des points. La balle peut être en liège ou en plastique. La balle en liège – la plus utilisée – est légère et difficile à contrôler. La balle en plastique possède un meilleur grip, ce qui permet de meilleurs contrôles et une plus grande vitesse de balle. Assez fréquemment les coins de la table comportent des cendriers, ils peuvent aussi se situer au-dessus des poteaux des buts.

## Histoire

Jeune garçon jouant au baby-foot en 1989.

L’invention du baby-foot n'est pas précisément déterminée. Il aurait été inventé simultanément en France et en Allemagne dans les années 1880-1890. De nombreux brevets ont été déposés dès le début du XXe siècle. Certains historiens disent que le baby-foot aurait été inventé par Lucien Rosengart et ou par le poète espagnol, le galicien Alejandro Finisterre (es) (Alejandro Campos) en 1937 ou 1940. Cependant, il existe de nombreux brevets ou dessins antérieurs à cette date,,.

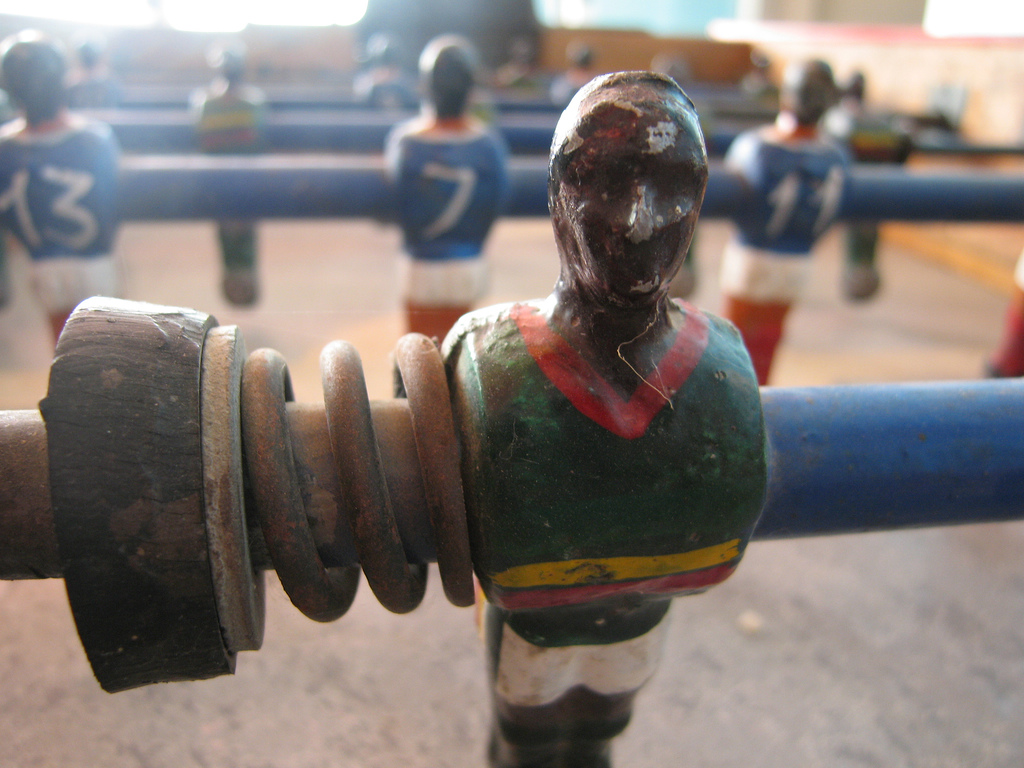
Babyfoot au Sénégal.

Construit entièrement en bois, il aurait été connu en France, dans les années 1930, sous le nom de « ping foot » et « foot-ball en miniature ».
Le baby-foot est joué pratiquement dans le monde entier. Des compétitions régionales, nationales et internationales régulièrement organisées.
Dans certains pays, le nombre de joueurs participant régulièrement aux compétitions régionales et nationales est assez important, comme en Italie (20 000), en Espagne (10 000), en Belgique (7 000), en Allemagne, en Suisse ou en France (1 000). Les gains aux vainqueurs allant parfois jusqu'à plusieurs milliers de dollars ou d'euros pour les compétitions les plus importantes.
Il existe un grand nombre de tables de jeux, entre autres parce que le jeu s’est développé de manière désorganisée. Chaque région ou pays a sa table de jeux et ses règles. Depuis plusieurs années, l’ITSF (Fédération internationale de football de table) tente d'harmoniser les règles officielles, et de les appliquer lors des compétitions internationales, notamment par la sélection de cinq tables officielles. En 2013, ce sont la Fireball, la Bonzini, la Leonhart, la Garlando et la Roberto Sport. Sur chacune de ces tables est disputé tous les ans un championnat du monde regroupant un grand nombre de joueurs et de nations. Les joueurs les mieux classés lors de ces compétitions sont ensuite qualifiés pour le championnat du monde multitable considéré comme la consécration ultime de la discipline.
Lors de chacune des compétitions ITSF sont organisées plusieurs catégories (simple homme, double homme, double mixte, simple femme, double femme, simple junior, double junior, vétérans...). Chacune allouant des points pour les classements mondiaux respectifs. Des compétitions par pays y sont également organisées.
Le Belge Frédéric Collignon (né en 1975) est numéro 1 mondial entre 1999 et 2012. De 1999 à 2012, il a gagné presque tous les grands championnats internationaux — en simple et en double — que ce soient les championnats du monde à Paris et aux États-Unis ou les championnats d’Europe en Suisse, en Autriche ou en Belgique. Il est le seul joueur au monde à avoir gagné sur toutes les tables reconnues par l’ITSF, aux États-Unis comme en Europe. En 2012, il totaliserait 118 titres en simple et 306 titres en double, parmi lesquels une soixantaine de titres de champion du monde. Il est champion du monde au moins 28 fois en simple et au moins 26 fois en double, sans compter les championnats du monde multi-table (6 titres en simple, 3 en double).
Considéré comme sport à part entière par grand nombre de ses pratiquants, l'ITSF tente d'être reconnu par le Comité international olympique. Une première étape vers la reconnaissance sportive a été obtenue, le babyfoot est passé dans la catégorie restreinte des « sports observés » par le GAISF.

## Coupe du monde par nation
De 2009 à 2014, avait lieu chaque année à Nantes (France), la Coupe du monde par nation organisée par l'ITSF. Cette habitude fut changée en 2015 où elle eut lieu à Turin (Italie) et est, depuis, organisée tous les deux ans.
| Année | Lieu                 | Équipe gagnante (hommes) | Équipe gagnante (femmes) |
| ----- | -------------------- | ------------------------ | ------------------------ |
| 2022  | France (Nantes)      | Autriche                 | Allemagne                |
| 2019  | Espagne (Murcie)     | États-Unis               | France                   |
| 2017  | Allemagne (Hambourg) | États-Unis               | Autriche                 |
| 2015  | Italie (Turin)       | Luxembourg               | Allemagne                |
| 2014  | France (Nantes)      | États-Unis               | Allemagne                |
| 2013  | France (Nantes)      | France                   | Danemark                 |
| 2012  | France (Nantes)      | Belgique                 | France                   |
| 2011  | France (Nantes)      | États-Unis               | France                   |
| 2010  | France (Nantes)      | États-Unis               | États-Unis               |
| 2009  | France (Nantes)      | États-Unis               | Allemagne                |

## Champion du monde simple homme

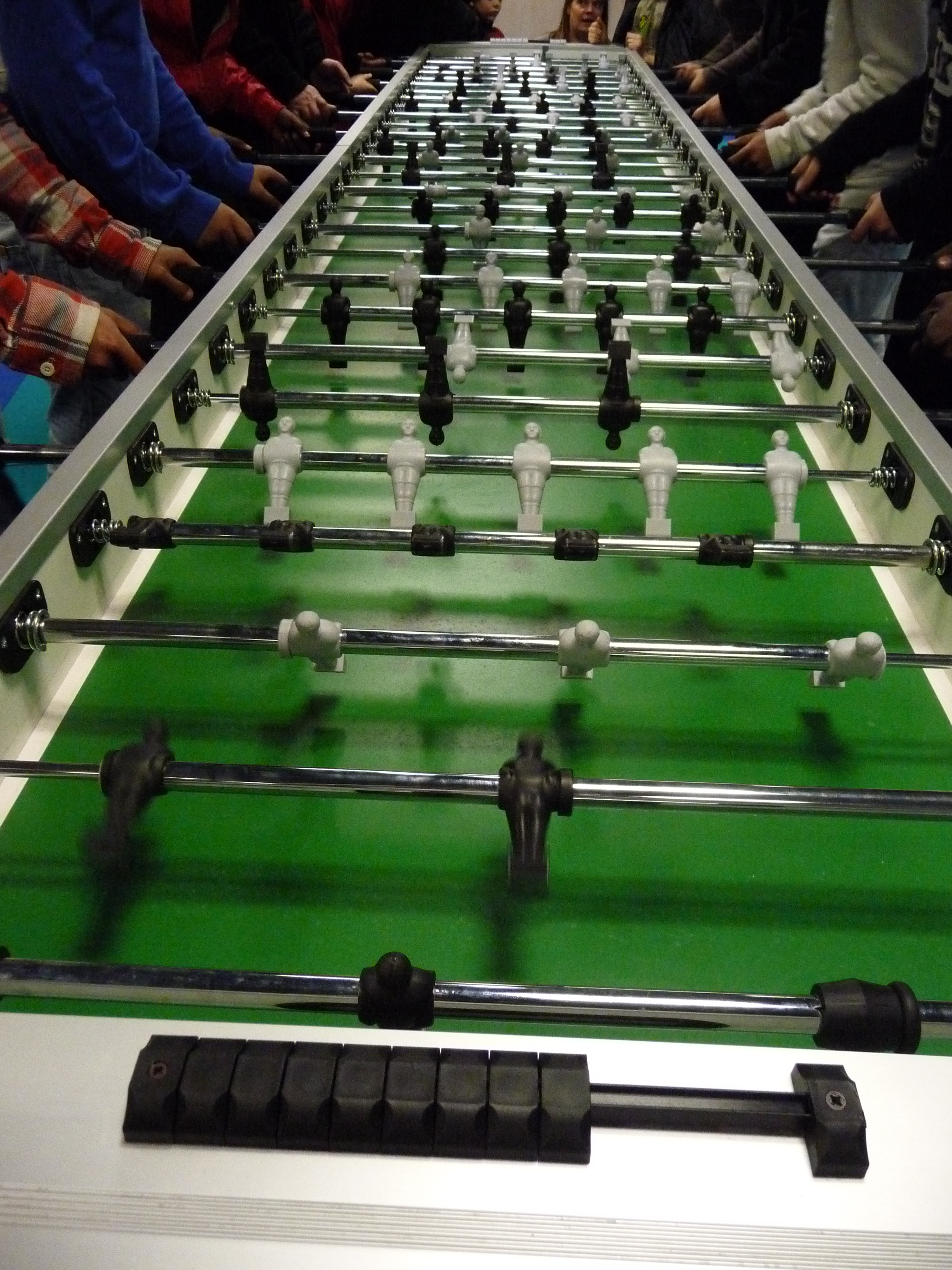
Joueurs de baby-foot géant au Festival de jeux à Cannes (France) le 2 mars 2013.

| Date       | Table              | Lieu                           | Gagnant                                      | Nationalité        |
| ---------- | ------------------ | ------------------------------ | -------------------------------------------- | ------------------ |
| 2022       | Multi-Table        | Nantes (France)                | Ruben Heinrich                               | Allemagne          |
| 2018       | Roberto            | Naples (Italie)                | Ladislav Krepela                             | République tchèque |
| 2018       | Leonhart           | Berlin (Allemagne)             | Salomé Graneta                               | Italie             |
| 2018       | Garlando           | Vienne (Autriche)              | Kevin Hundstorfer                            | Autriche           |
| 2018       | Bonzini            | Rouen (France)                 | Miguel Dos Santos Lote                       | France             |
| 2018       | Tornado            | Las Vegas (États-Unis)         | Tony Spredeman                               | États-Unis         |
| 2017       | Leonhart           | Berlin (Allemagne)             | Yannick Hansen                               | Allemagne          |
| 2017       | Garlando           | Vienne (Autriche)              | Kevin Hundstorfer                            | Autriche           |
| 2017       | Bonzini            | Saint-Quentin (France)         | Olivier Covos                                | France             |
| 2017       | Multi-Table        | Hambourg (Allemagne)           | Thomas Haas                                  | Allemagne          |
| 2016       | Leonhart           | Berlin (Allemagne)             | Felix Droese                                 | Allemagne          |
| 2016       | Garlando           | Vienne (Autriche)              | Kevin Hundstorfer                            | Autriche           |
| 2016       | Bonzini            | Saint-Quentin (France)         | Joaquim Pinheiro                             | Portugal           |
| 2015       | Leonhart           | Berlin (Allemagne)             | Yannick Hansen                               | Allemagne          |
| 2015       | Garlando           | Vienne (Autriche)              | Benjamin Willfort                            | Autriche           |
| 2015       | Bonzini            | Beauvais (France)              | Frédéric Collignon                           | Belgique           |
| 2015       | Multi-Table        | Turin (Italie)                 | Kevin Hundstorfer                            | Autriche           |
| 2014       | Roberto Sport      | Lignano Sabbiadoro (Italie)    | Mateusz Fudala                               | Pologne            |
| 2014       | Leonhart           | Luxembourg (Luxembourg)        | Frédéric Collignon                           | Belgique           |
| 2014       | Garlando           | Salzbourg (Autriche)           | Kevin Hundstorfer                            | Autriche           |
| 2014       | Bonzini            | Pontoise (France)              | Miguel Dos Santos Lote                       | France             |
| 2014       | Multi-Table        | Nantes (France)                | Sven Wonsyld                                 | Danemark           |
| 2013       | Fireball           | Kuala Lumpur (Malaisie)        | Tony Spredeman                               | États-Unis         |
| 2013       | Leonhart           | Medebach (Allemagne)           | Frédéric Collignon                           | Belgique           |
| 2013       | Garlando           | Salzbourg (Autriche)           | Billy Pappas                                 | États-Unis         |
| 2013       | Bonzini            | Pontoise (France)              | Miguel Dos Santos Lote                       | France             |
| 2013       | Multi-Table        | Nantes (France)                | Kevin Hundstorfer                            | Autriche           |
| 2012       | Roberto Sport      | Chorzow (Pologne)              | Ryan Moore                                   | États-Unis         |
| 2012       | Leonhart           | Medebach (Allemagne)           | Longlong Krutwig                             | Allemagne          |
| 2012       | Garlando           | Salzbourg (Autriche)           | Kevin Hundstorfer                            | Autriche           |
| 2012       | Fireball           | Taoyuan (Taiwan)               | Tom Yore                                     | États-Unis         |
| 2012       | Bonzini            | Pontoise (France)              | Paul Nunes                                   | Portugal           |
| 2012       | Multi-Table        | Nantes (France)                | Frédéric Collignon                           | Belgique           |
| 2011       | Leonhart           | Hochsauerland (Allemagne)      | Frédéric Collignon                           | Belgique           |
| 2011       | Bonzini            | Eaubonne (France)              | Sébastien Meckes                             | France             |
| 2011       | Garlando           | Oberwart (Autriche)            | Frédéric Collignon                           | Belgique           |
| 2011       | Multi-Table        | Nantes (France)                | Frédéric Collignon                           | Belgique           |
| 2010       | Roberto Sport      | Prague (République tchèque)    | Frédéric Collignon                           | Belgique           |
| 2010       | Bonzini            | Paris (France)                 | Frédéric Collignon                           | Belgique           |
| 2010       | Garlando           | Tulln (Autriche)               | Robert Atha                                  | Royaume-Uni        |
| 2010       | Tecball            | Coblence (Allemagne)           | Frédéric Collignon                           | Belgique           |
| 2010       | Multi-Table        | Nantes (France)                | Ryan Moore                                   | États-Unis         |
| 2009       | Bonzini            | Paris (France)                 | Frédéric Collignon                           | Belgique           |
| 2009       | Garlando           | Tulln (Autriche)               | Billy Pappas                                 | États-Unis         |
| 2009       | Roberto Sport      | Prague (République tchèque)    | Frédéric Collignon                           | Belgique           |
| 2009       | Tecball            | Valkenswaard, Pays-Bas         | Frédéric Collignon                           | Belgique           |
| 2009       | Tornado            | Dallas, États-Unis             | Billy Pappas                                 | États-Unis         |
| 2009       | Multi-Table        | Nantes, France                 | Yannick Correia                              | Luxembourg         |
| 2008       | Bonzini            | Paris, France                  | Frédéric Collignon                           | Belgique           |
| 2008       | Garlando           | Tulln, Autriche                | Frédéric Collignon                           | Belgique           |
| 2008       | Roberto Sport      | Giubiasco (Suisse)             | Gilles Perrin                                | Suisse             |
| 2008       | Tecball            | Aschaffenbourg (Allemagne)     | Frédéric Collignon                           | Belgique           |
| 2008       | Tornado            | Las Vegas (Nevada, États-Unis) | Tony Spredeman                               | États-Unis         |
| 2008       | Multi-Table        | Saint-Vincent (Italie)         | Frédéric Collignon                           | Belgique           |
| 2007       | Bonzini            | Paris (France)                 | Frédéric Collignon                           | Belgique           |
| 2007       | Garlando           | Tulln, Autriche                | Frédéric Collignon                           | Belgique           |
| 2007       | Roberto Sport      | Giubiasco, Suisse              | Frédéric Collignon                           | Belgique           |
| 2007       | Tecball            | Looz (Belgique)                | Frédéric Collignon                           | Belgique           |
| 2007       | Tornado            | Las Vegas, Nevada, États-Unis  | Frédéric Collignon                           | Belgique           |
| 2007       | Multi-Table        | Saint-Vincent (Italie)         | Frédéric Collignon                           | Belgique           |
| 2006       | Bonzini            | Paris, France                  | François Cheuret                             | France             |
| 2006       | Garlando           | Tulln, Autriche                | Frédéric Collignon                           | Belgique           |
| 2006       | Eurosoccer         | Looz, Belgique                 | Frédéric Collignon                           | Belgique           |
| 2006       | Tornado            | Las Vegas, Nevada, États-Unis  | Billy Pappas                                 | États-Unis         |
| 2006       | Multi-Table        | Saint-Vincent (Italie)         | Frédéric Collignon                           | Belgique           |
| 2005       | Bonzini            | Paris (France)                 | Frédéric Collignon                           | Belgique           |
| 2005       | Garlando           | Vienne (Autriche)              | Frédéric Collignon                           | Belgique           |
| 2005       | Roberto Sport      | Lugano, Suisse                 | Frédéric Collignon                           | Belgique           |
| 2005       | Tornado            | Dallas, Texas, États-Unis      | Billy Pappas                                 | États-Unis         |
| 2005       | Multi-Table        | Saint-Vincent (Italie)         | Frédéric Collignon                           | Belgique           |
| 2004       | Bonzini            | Paris (France)                 | Frédéric Collignon                           | Belgique           |
| 2004       | Eurosoccer         | Looz (Belgique)                | Frédéric Collignon                           | Belgique           |
| 2004       | Roberto Sport      | Castellamonte (Italie)         | Frédéric Collignon                           | Belgique           |
| 2004       | Tornado            | Dallas (Texas, États-Unis)     | Frédéric Collignon                           | Belgique           |
| 2003       | Bonzini            | Paris (France)                 | Frédéric Collignon                           | Belgique           |
| 2003       | Tornado (en)       | Dallas (États-Unis)            | Tony Spredeman                               | États-Unis         |
| 2002       | Bonzini            | Paris (France)                 | Frédéric Collignon                           | Belgique           |
| 2002       | Tornado            | Dallas (États-Unis)            | Frédéric Collignon                           | Belgique           |
| 2001       | Tornado            | Dallas, États-Unis             | Johnny Horton                                | États-Unis         |
| 2000       | Tornado            | Dallas, États-Unis             | Frédéric Collignon                           | Belgique           |
| 1999       | Tornado            | Dallas, États-Unis             | Frédéric Collignon                           | Belgique           |
| 1998       | Bonzini            |                                | Frédéric Collignon                           | Belgique           |
| 1998       | Tornado            | Dallas, États-Unis             | Terry Moore                                  | États-Unis         |
| 1997       | Tornado            | Dallas, États-Unis             | Tommy Adkisson                               | États-Unis         |
| 1996       | Tornado            | Dallas, États-Unis             | Louis Cartwright                             | États-Unis         |
| 1995       | Tornado            | Dallas, États-Unis             | Dave Gummeson                                | États-Unis         |
| 1994       | Tornado            | Dallas, États-Unis             | Tom Spear                                    | États-Unis         |
| 1993       | Tornado            | Dallas, États-Unis             | Tommy Adkisson                               | États-Unis         |
| 1992       | Tornado            | Dallas, États-Unis             | Terry Moore                                  | États-Unis         |
| 1991       | Tornado            | Dallas, États-Unis             | John Smith                                   | États-Unis         |
| 1990       | Tornado            | Dallas, États-Unis             | Johnny Horton                                | États-Unis         |
| 1989       | Tornado            | Dallas, États-Unis             | Steve Murray                                 | États-Unis         |
| 1988       | Tornado            | Dallas, États-Unis             | Gregg Perrie                                 | États-Unis         |
| 1987       | Tornado, Dynamo    | Dallas, États-Unis             | Steve Murray (Tornado), Tony Bacon (Dynamo)  | États-Unis         |
| 1986       | Tornado, Dynamo    | Dallas, États-Unis             | Todd Loffredo (Tornado), Tony Bacon (Dynamo) | États-Unis         |
| 1985       | Dynamo             | Dallas, États-Unis             | Tony Bacon                                   | États-Unis         |
| 1984       | Dynamo             |                                | Todd Loffredo                                | États-Unis         |
| 1983       | Tournament Soccer  | Chicago, États-Unis            | Ron Nevois                                   | États-Unis         |
| 1982       | Tournament Soccer  | Chicago, États-Unis            | Tom Spear                                    | États-Unis         |
| 1981       | Tournament Soccer? |                                | Johnny Horton                                | États-Unis         |
| 1980       | Tournament Soccer? |                                | Johnny Rafols                                | États-Unis         |
| 1978, 1979 | Tournament Soccer? | Minneapolis, États-Unis        | Dan Kaiser                                   | États-Unis         |
| 1977       | Tournament Soccer? |                                | Rick Martin                                  | États-Unis         |
| 1976       | Tournament Soccer? | Minneapolis, États-Unis        | Dan Kaiser                                   | États-Unis         |
| 1975       | Tournament Soccer? | Denver, États-Unis             | Steve Simon                                  | États-Unis         |

## Règles
Les règles usuelles varient d'un pays à l'autre et d'une région à l'autre. En compétition, depuis janvier 2007, les règles sont les mêmes dans tous les pays. Ces règles internationales sont très précises, facilitent l'arbitrage et comptent beaucoup moins d'exceptions que les règles usuelles ou de café ci-dessous.
En dehors des compétitions, de manière générale, une équipe marque un point lorsque la balle pénètre dans le but adverse, mais certains buts peuvent être déclarés invalides selon les règles adoptées. Après un but, l'engagement est effectué au niveau des demis par l'équipe l'ayant encaissé (en France notamment) ou au niveau de la ligne médiane (en Allemagne par exemple).
Si aucun joueur ne peut atteindre la balle, elle est remise en jeu :
- au niveau d'un des coins du terrain si elle est située entre la ligne de but et les avants ;
- au niveau médian sinon.

### En France

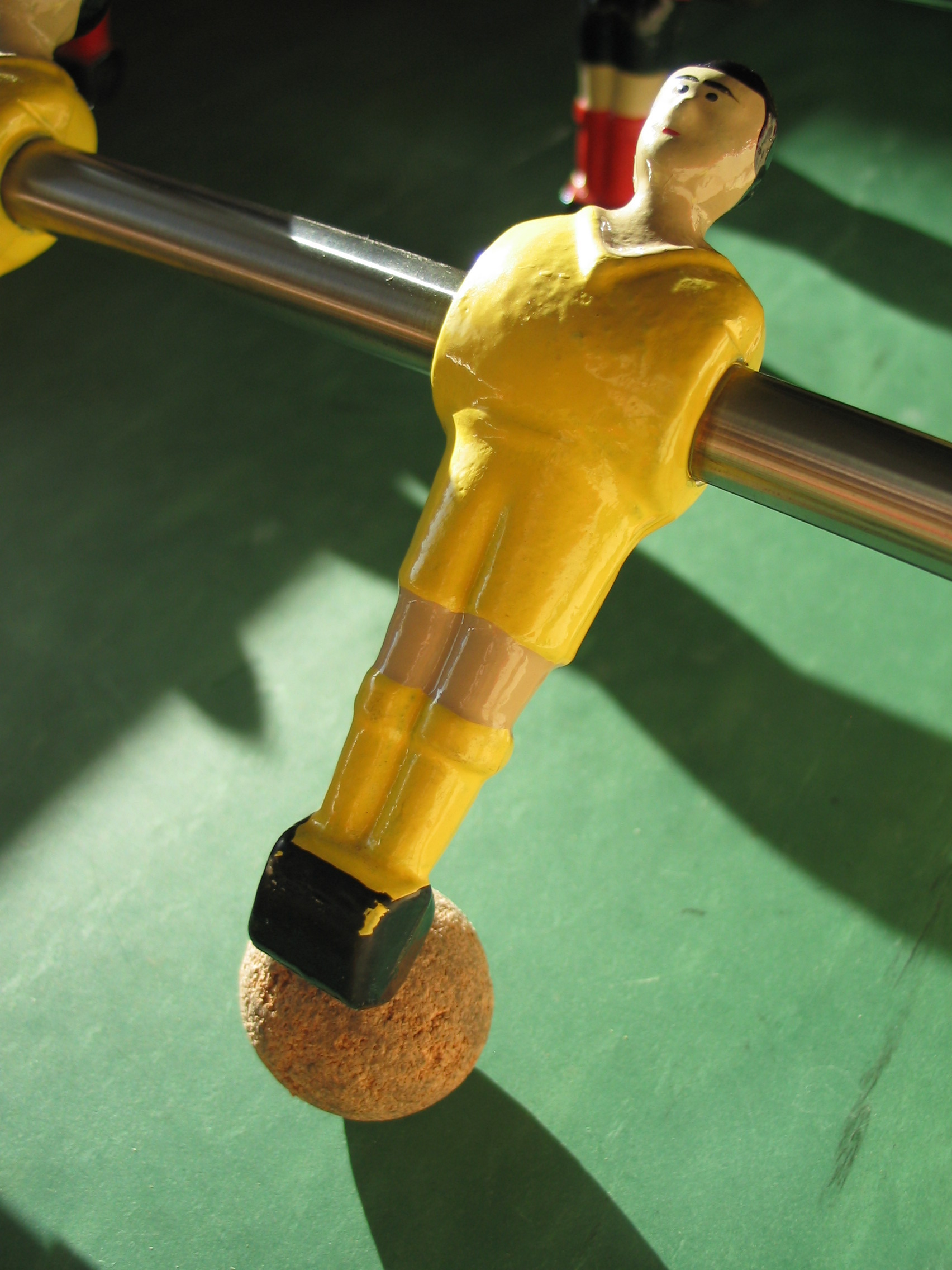
Méthode de contrôle de la balle en avant de la figurine.

Il y a presque autant de combinaisons de règles que de cafés. Plusieurs variantes possibles existent, de la plus proche des règles de compétitions qui autorise à peu près tous les coups possibles, à la plus complexe avec tout ou partie, et même modification des règles listées ci-dessous. Certaines règles dites de « cafés » ont probablement été créées pour obliger les joueurs à produire un meilleur jeu, plus technique.
Règles de cafés les plus usuelles :
- En France, la partie se termine au bout de onze balles. L'équipe gagnante est alors celle qui a le plus grand nombre de points. Si les deux équipes ont le même score (possible avec les règles de la « gamelle »), l'équipe ayant marqué le dernier point remporte la partie. Un certain nombre de règles additionnelles limitent les coups autorisés :
- « demi » : les buts marqués des demis ne sont pas valables mais comptent double sur le réengagement.
- « trémi »: même principe qu'un "demi" mais avec trois points en jeu si un but des demis a été marqué alors que deux points étaient en jeu à la suite d'un « demi ».
- « pissette » : les buts marqués avec les avants latéraux droite ne sont pas valables. Certaines variantes précisent que le gardien et les défenseurs adverses doivent être décalés au maximum du même côté pour que cette règle puisse s'appliquer.
- « roulette » : il n'est pas autorisé d'effectuer une ou plusieurs rotations rapides avec les barres ou de lâcher les poignées.
- « talon », « râteau », « braille », « ringache » ou  « ratagasse » (dans le Sud-Ouest) : il n'est pas autorisé de dévier la balle jouée par les demis adverses avec ses propres demis, mais seulement de la récupérer (contrôle) ou de la contrer (renvoi vers l'avant). Si la balle est tout de même récupérée par les attaquants adverses, le jeu continue. Sinon, elle est remise en jeu par les demis adverses. Au troisième râteau consécutif, la balle est alors donnée aux attaquants adverses.
- « reprise » : les buts marqués sans contrôle de la balle sont invalides lorsque celle-ci provient de l'arrière de la ligne des avants. Cette règle n'est pas universellement adoptée.
- « la pêche » (parfois appelée « repêche») : consiste à aller chercher la balle dans le but adverse après avoir marqué. La pêche a le même effet qu'une gamelle : le joueur peut prendre le point ou l'enlever à son adversaire. Si le joueur réussit une pêche en passant sa main par-dessus la barre du gardien (dite « pêche par-dessus barre ») il peut alors prendre deux points ou en enlever deux à son adversaire.
Remarque : Il est interdit d'aller chercher la balle dans le but si une personne a déjà attrapé la balle.
- « Fany sous baby » : lorsqu'une équipe perd 10-0 (ou 11-0) ou qu'une équipe à un score négatif (possible avec la règle de la gamelle) alors l'équipe (ou le joueur) passe sous la table. Aux environs de Marseille, seuls les joueurs ayant tapoté la table ("toc-toc") participent à cette règle.[réf. nécessaire]
- « tacle », « ferrette » : lorsque les trois joueurs d'attaque sont à l'horizontale, pieds en avant (afin de contrôler la balle arrivant des demis généralement), ils peuvent se faire tacler par les défenseurs adverses. Cela demande, de la part du participant contrôlant les défenseurs, de mettre ses joueurs à l'horizontale et d'effectuer un râteau tout en fléchissant sa canne au bon moment afin de faucher les pieds des attaquants adverses tentant de contrôler la balle. Toutefois cette technique est peu usitée puisqu'elle tord très rapidement les cannes.
- « garde fixe » : lorsqu'un des participants tente de faire un tir (ou un dégagement) depuis ses défenseurs, il est commun d'appliquer la règle de la garde fixe. Celle-ci implique que, pendant le tir venant de la défense, les demis adverses ne doivent pas changer de garde, c'est-à-dire doivent rester statiques. Selon les régions, une bande ou la déviation de la balle en amont ou encore la lenteur du tir peuvent annuler cette règle.
- Les « grosses », « sac », « commerce » c'est-à-dire les tirs réalisés par l'avant-centre à partir d'une balle contrôlée sous les talons, sont interdites selon certaines règles.

Dans les jeux à un contre un :
- les buts marqués avec bande ou déviés par un joueur qui n'a pas été mis en action ne sont pas valables. Cet usage est diversement accepté.

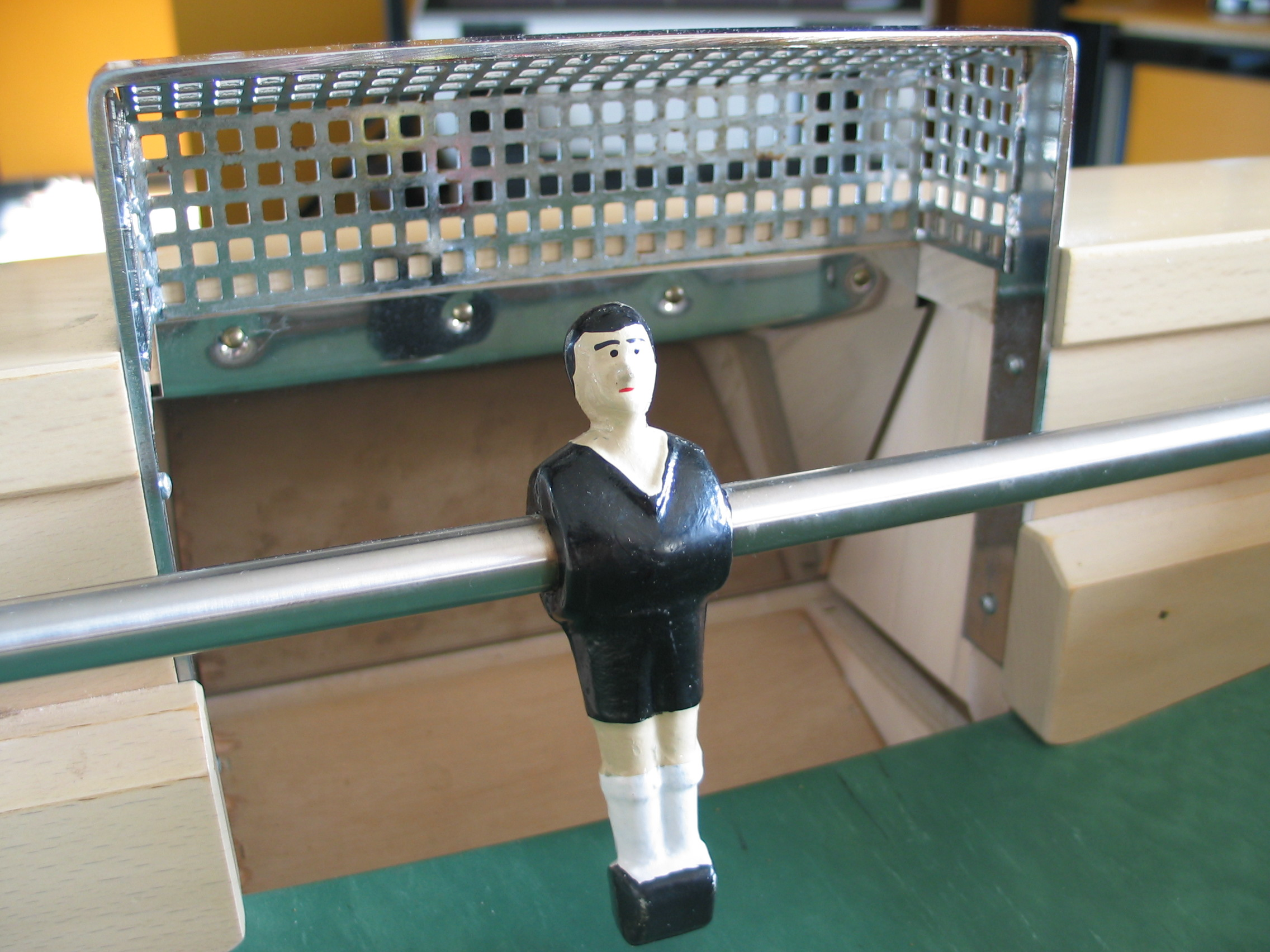
Un gardien devant ses buts.

Le comptage des points comporte quelques règles non évidentes qui permettent d'ajouter ou enlever un certain nombre de points à l'une des équipes, suivant les règles locales :
- « demi » : le but marqué après un but (invalide) marqué des demis vaut double. Si ce but est encore un but des demis (encore invalide), le suivant vaut triple (parfois appelé « trémi ») et le suivant est pénalisé ;
- « gamelle » : lorsque la balle pénètre dans le but adverse et en ressort le joueur peut alors prendre un point ou en enlever un à son adversaire (selon certaines règles de café, une gamelle vaut -2 lorsqu'un demi est en jeu, et -3 lorsqu'un "trémi" est en jeu). Si la balle ressort en passant par-dessus la barre du gardien il y a alors « gamelle par-dessus barre » a les mêmes conséquences qu'une gamelle mais deux points sont en jeu.
- « cendar » (parfois appelé « cendrier ») : lorsque la balle va se loger dans un des deux cendriers situés à côté des buts ;

Au Canada, la règle est différente, une gamelle vaut 4 points ;
- « sautée » ou « casquette » : lorsque la balle entre dans le but en passant par-dessus la barre du gardien ;
- « gamelle royale » ou « tunnel » ou « chaudron magique » : lorsque l'équipe marque un but et que la balle traverse le baby-foot pour ressortir finalement par son propre but (possible uniquement si les buts sont reliés) ;
- « congolaise » : lors d'une grosse frappe, et que la balle est dans les airs, on peut la rattraper en l'air de volée et la tirer dans les buts adverses afin de marquer deux points. En revanche, on ne peut la mettre dans les buts qu'avec la main qui a attrapé la balle.
- « Coup de la grand-mère » : consiste à frapper la table avec le poing, quand la balle se situe devant le gardien, lui permettant de tirer de façon que la balle passe au-dessus de la barre adverse. Bien qu'il soit peu reconnu, ce coup est de plus en plus popularisé[réf. nécessaire].
- Le « parachute » consiste à coincer la balle avec le défenseur extérieur contre la paroi pour frapper la manette de façon à propulser la balle dans le but adverse, souvent par au-dessus de la barre (les «parachutes instantanés» sont, comme leur nom l'indique, sans prendre le temps de la coincer).

### En Belgique
Le kicker est, depuis son introduction en Belgique, l'un des sports de cafés les plus répandus et les plus populaires, au même titre que les darts (fléchettes) ou le billard (à trous ou à bouchons).
À ce jour plusieurs milliers de licenciés se disputent des matchs par équipe (de 6 joueurs selon les championnats) chaque semaine en compétition, au sein des multiples fédérations régionales.
Les vainqueurs régionaux de chaque division et des différentes coupes s'affrontent en fin de saison afin de désigner l'équipe championne de Belgique et vainqueur de la Coupe de Belgique.
Parallèlement à ces championnats par équipe, sont organisés de très nombreux tournois de double (2 contre 2) ouvert à tous, et ce chaque semaine, principalement en Flandre.
Les parties sont jouées sur des tables avec des barres sortantes (au contraire des barres télescopiques françaises) avec des joueurs en bois.
Les principales marques étant Jupiter, ABC et BlackDiamond. Les balles en plastique orange (plus rondes et plus résistantes) remplacent progressivement les anciennes balles blanches, et sont désormais utilisées en compétitions.
Il s'agit de l'une des tables les plus légères au niveau du jeu. Le vainqueur est le premier arrivant à 11 points (avec parfois deux points d'écart hors compétition). La possession de balle à chaque barre est (comme partout ailleurs) limitée à 15 secondes, et les 'roulettes' (plus de 360°) et 'lâchés de barres' sont interdits. Les chocs faisant perdre la balle à l'adversaire sont aussi proscrits. Il est autorisé de passer la balle de la barre des 5 (milieu) à celle des 3 (avant) avec la balle à l'arrêt, même en compétition, au contraire de tous les autres pays.
La balle ressortant du but (fait assez rare sur les kickers) n'est pas considéré comme but, au contraire des autres pays, et ce même en compétition.
Tous les autres buts inscrits sont comptés comme valables.
Les joueurs en compétition utilisent généralement des 'peaux' afin d'accroître l'adhérence entre la main et la poignée en bois (principalement des grips de raquettes de tennis ou de queues de billard, mais aussi des peaux de chamois ou des gants de golf). Rares sont les joueurs de compétition à n'utiliser aucun de ces artifices, devenus quasi indispensables étant donné le stress, la sueur et les enjeux lors des championnats ou tournois.
Les parties dans les bistrots et cafés sont généralement de 1 € pour 11 balles .
Lorsqu'une partie se joue et qu'une autre paire veut jouer elle se doit de mettre une « rattaque », c'est-à-dire poser une pièce de monnaie sur le kicker, montrant ainsi son envie d'affronter les vainqueurs.
Lors de la partie lorsqu'il n'y a plus de balles, l'équipe rentrante (affrontant donc les vainqueurs de la partie précédente) paie les balles suivantes avec la pièce de 'rattaque' déposée précédemment.
Certains termes et règles de bistrot changent par rapport à la France :
- « Milieu » : Il est permis de marquer du milieu, mais à la mise en jeux il faut imperativement toucher deux joueurs de la barre du milieu

Dans certaines régions et cercles étudiants, lorsqu'un milieu est marqué (un tir de la barre des demi sans qu’elle soit dévié par d’autres joueurs), le but ne compte pas, mais le but suivant vaudra 2 points (sauf si c'est à nouveau un milieu, 3 points pour le but suivant, et ainsi de suite). Cette règle a été rajoutée pour éviter d’avoir des égalités et des parties moches. Il arrive aussi que le point soit compté comme n'importe quel autre but.
- « Casserole » ou « gamelle » ou « gamelle royale » : ces termes n'existent pas en Belgique sauf dans certains cercles étudiants, où le terme gamelle est régulièrement utilisé ainsi que le terme gamelle royale. Le terme « gamelle royale »  désigne un tir qui est si puissant que la balle fait le tour du kicker et ressort par le but de l’équipe qui vient de tirer.
- « Photo » / « flash »(et aussi « lapin ») : lorsque sur un dégagement du défenseur, l'attaquant marque en contrant, cela s'appelle une photo ou une flash. Il est de coutume d’éteindre la lumière du kicker et de la rallumer lorsqu’une flash est mise.
- « Passer en dessous » : lorsqu'à un moment de la partie le score est de 11-0, le ou les joueurs qui sont du côté perdant passent en dessous du kicker (terme belge pour baby-foot) à la fin de la partie, les joueurs passent directement en dessous. Dans le cas où une partie va jusqu'à 11, si le score est de 11-0 à la fin, les perdants font l'aller-retour sous le baby-foot.

La coutume se perd un peu, étant de plus en plus souvent monnayée par un verre offert par les perdants aux gagnants. Cependant dans certains gages sont donnés à l’adversaire si un certain score est mis. À 6-0, l’adversaire doit offrir une bière simple (exemple: une maes ou une Jupiler). À 9-1, en passant par 6-0, l’adversaire doit offrir une bière, dites spéciale (exemple: une bière d’abbaye qui aura tendance à coûter plus cher).

### En Allemagne
La partie est gagnée par la première équipe arrivant à six points car la plupart des baby-foots comportent onze balles ; il n'y a pas ou peu de limitation des coups autorisés. L'engagement après un but encaissé se fait des arrières et non à partir des demis. Dans les tournois officiels, les roulettes sont interdites, mais cette règle reste peu appliquée dans les kneipen.
D'un commun accord entre les adversaires, une partie peut ne pas comptabiliser les buts marqués des demis, ou seulement ceux marqués par les demis à l'engagement.

### En Suisse
Les règles appliquées sont plus simples :
- Un but marqué dans le camp adverse vaut 1 point.
- Le vainqueur est le premier à totaliser le nombre de points maximal du compteur, qui généralement est de 10.
- Les roulettes, plus couramment appelées "moulinets", sont généralement interdites, bien que dans la pratique cette règle ne soit pas toujours appliquée.
- D'un commun accord entre les 2 partis, un but marqué du gardien peut valoir 2 points. Cependant un auto-goal du gardien ne donne pas 2 points à l'adversaire. Une gamelle du gardien enlève deux points.
- Il n'y a souvent pas de restrictions particulières à propos de la mise en jeu ; le joueur qui récupère la balle la lance au milieu de la table, ce qui peut  parfois être source de conflit en fonction des possibles injustices résultant de ce type de mise en jeu. Cependant des règles plus précises peuvent être établies au début de la partie.
- Les gamelles comptent moins 1 pour l'adversaire mais peuvent aussi être considérées comme des buts normaux.
- Les goals des milieux peuvent être considéré comme "demi" : les deux camps mettent deux points en suspens et le prochain goal remporte les deux points en suspens sauf s'il est marqué par les milieux. Dans ce cas il y a trimi : trois point en suspens. Si un troisième but est marqué du milieux : moins 1 pour l'équipe ayant marqué le dernier but.
- Il n'y a pas de buts non valides, hormis ceux marqués par un coup en moulinets.
- 2 points d'écart : il faut avoir deux point d'écart pour gagner (mieux vaut avoir les balles illimitées).
- 6 à 0, tu paies l'apéro !

### Le Red-time
La partie est gagnée par la première équipe arrivant à trois points.
Cette règle a été créée par J. Cabon lors d'un match d'ouverture d'un centre commercial. Cette partie se joue à deux joueurs, un joueur par équipe.[réf. nécessaire]

## Usages dans les cafés
Le baby-foot est principalement un jeu de café, où on lui adjoint un monnayeur. Si une partie est en cours, les joueurs suivants se font connaître en déposant une pièce servant à payer la prochaine partie et rencontrent les vainqueurs de la partie en cours, on dit généralement qu'ils prennent la gagne.
Aujourd'hui en France, le coût d'une partie de baby-foot est généralement de l'ordre de 50 centimes, et peut aller jusqu'à 1 € en région parisienne. Il était auparavant de 20 centimes de franc à la fin des années 1960, et a atteint 2 francs – parfois 5 francs les deux parties – dans les années 1990 et 2000, avant le passage à l'euro, au premier janvier 2002.

## Nombre total de pratiquants
En France, on estime[Qui ?] à 500 000 personnes, dont 1 300 licenciés, en 2016, le nombre de joueurs réguliers. En Italie, la fédération italienne estime à 10 millions le nombre de personnes qui jouent au calcio ballila, soit plus de trois fois le nombre de joueurs de football. La même fédération italienne estime à 267 millions le nombre de joueurs dans le monde.